# 欧康维尔 (塔恩-加龙省)
欧康维尔（法語：Aucamville，法語發音：[okɑ̃vil]）是法国奧克西塔尼大區塔恩-加龙省的一个市镇，属于蒙托邦区。

## 地理
欧康维尔（43°48'12"N, 1°12'55"E）面积22.91 平方千米，位于法国奧克西塔尼大區塔恩-加龙省，该省份为法国西南部内陆省份，北起顺时针与洛特省、阿韦龙省、塔恩省、上加龙省、热尔省和洛特-加龙省接壤。
与欧康维尔接壤的市镇（或旧市镇、城区）包括：萨沃内斯、勒比尔戈、格勒纳德、圣塞泽尔、格里索勒、加龙河畔凡尔登。
欧康维尔的时区为UTC+01:00、UTC+02:00（夏令时）。

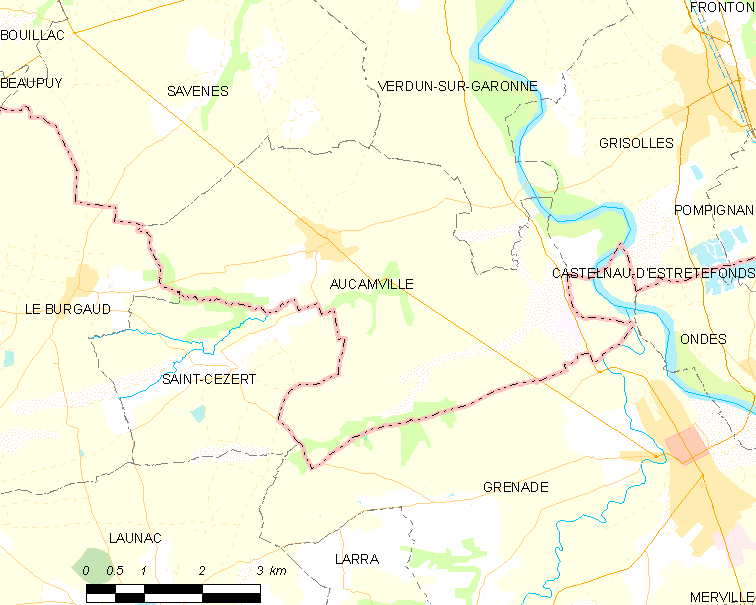
欧康维尔的OSM定位图

## 行政
欧康维尔的邮政编码为82600，INSEE市镇编码为82005。

## 政治
欧康维尔所属的省级选区为加龙河畔凡尔登县。

## 人口

1962-2008年间欧康维尔人口变化图示

欧康维尔于2022年1月1日时的人口数量为1552人。

## 图集

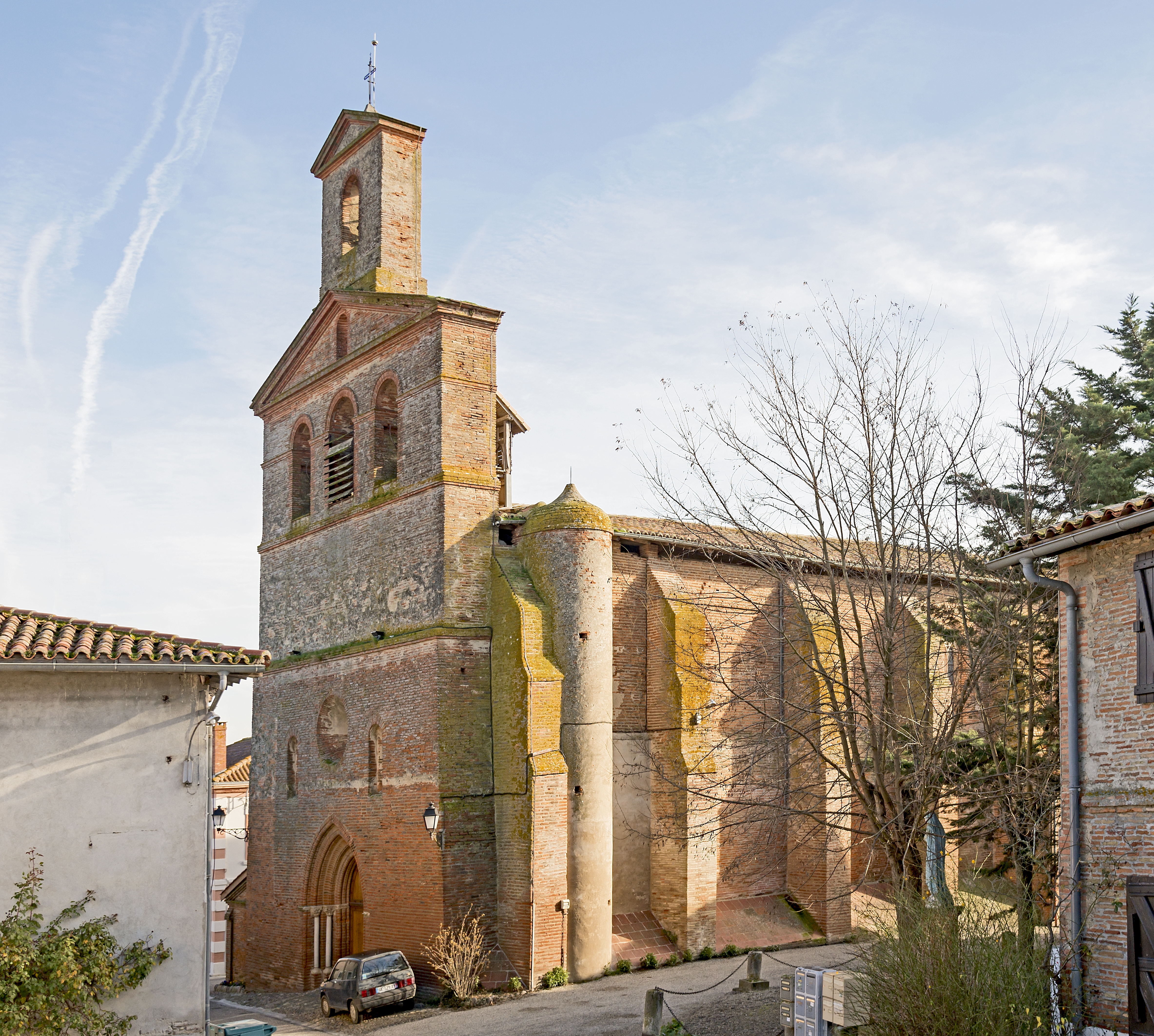
圣马丁教堂
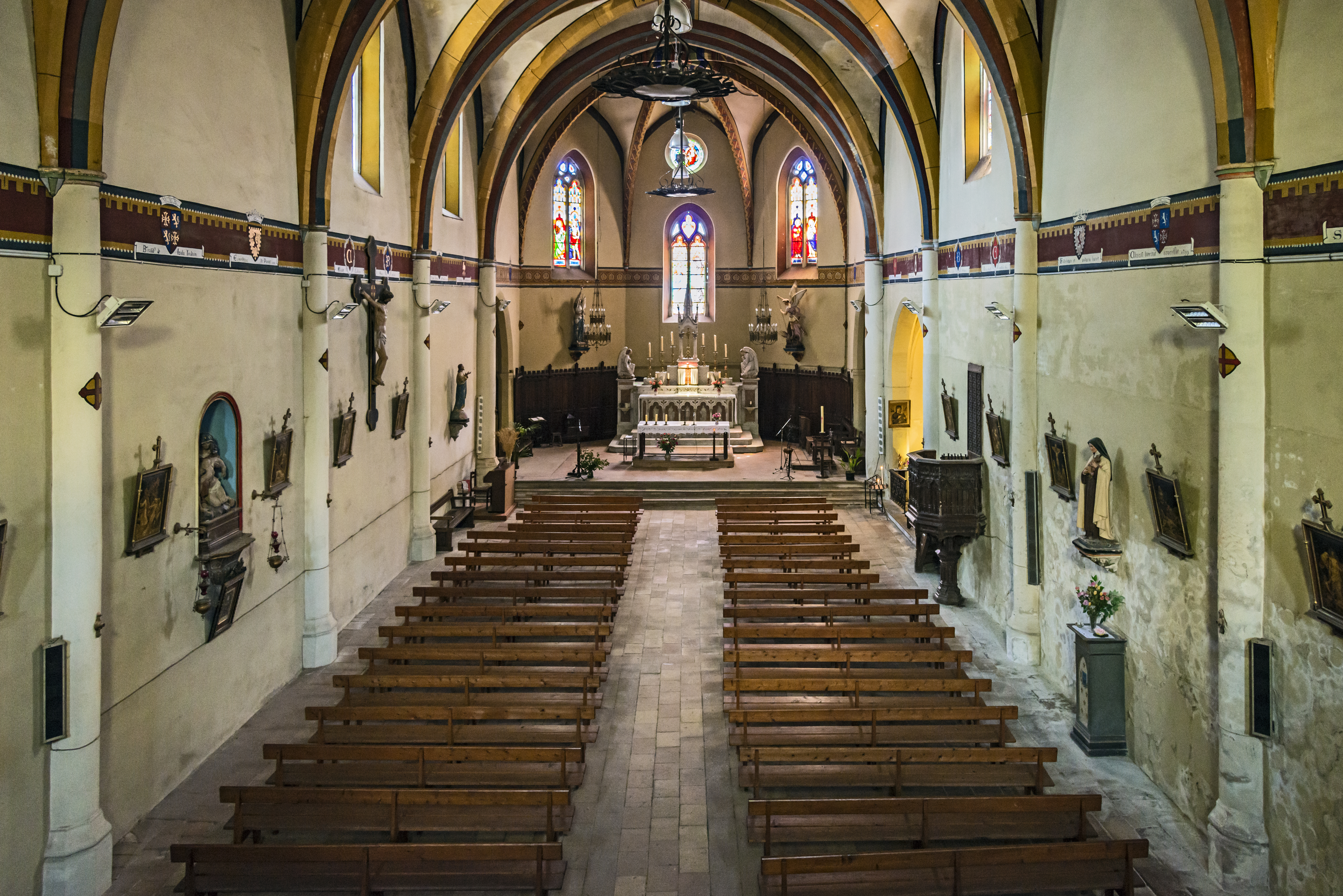
圣马丁教堂内部
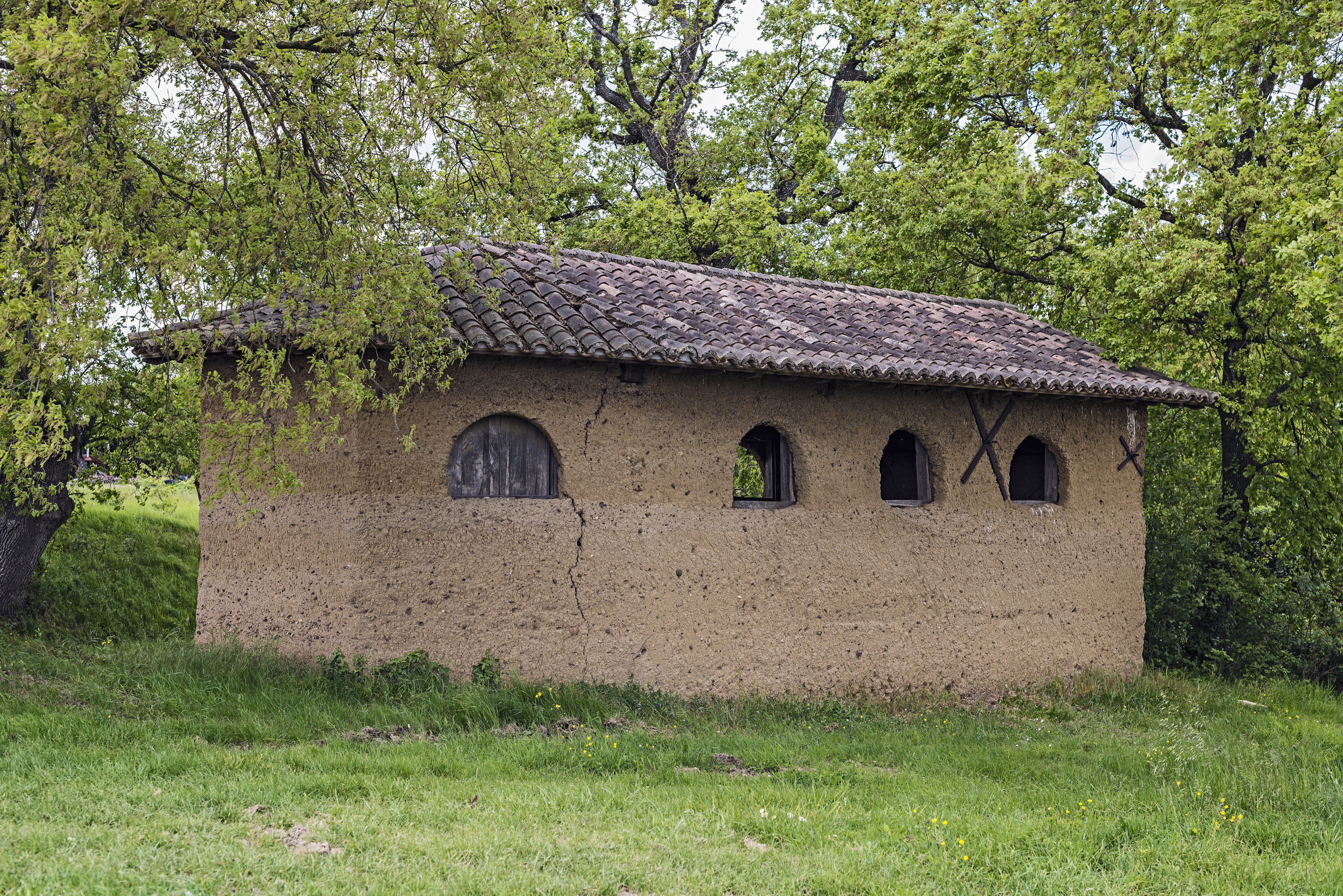
圣若翰洗者小教堂
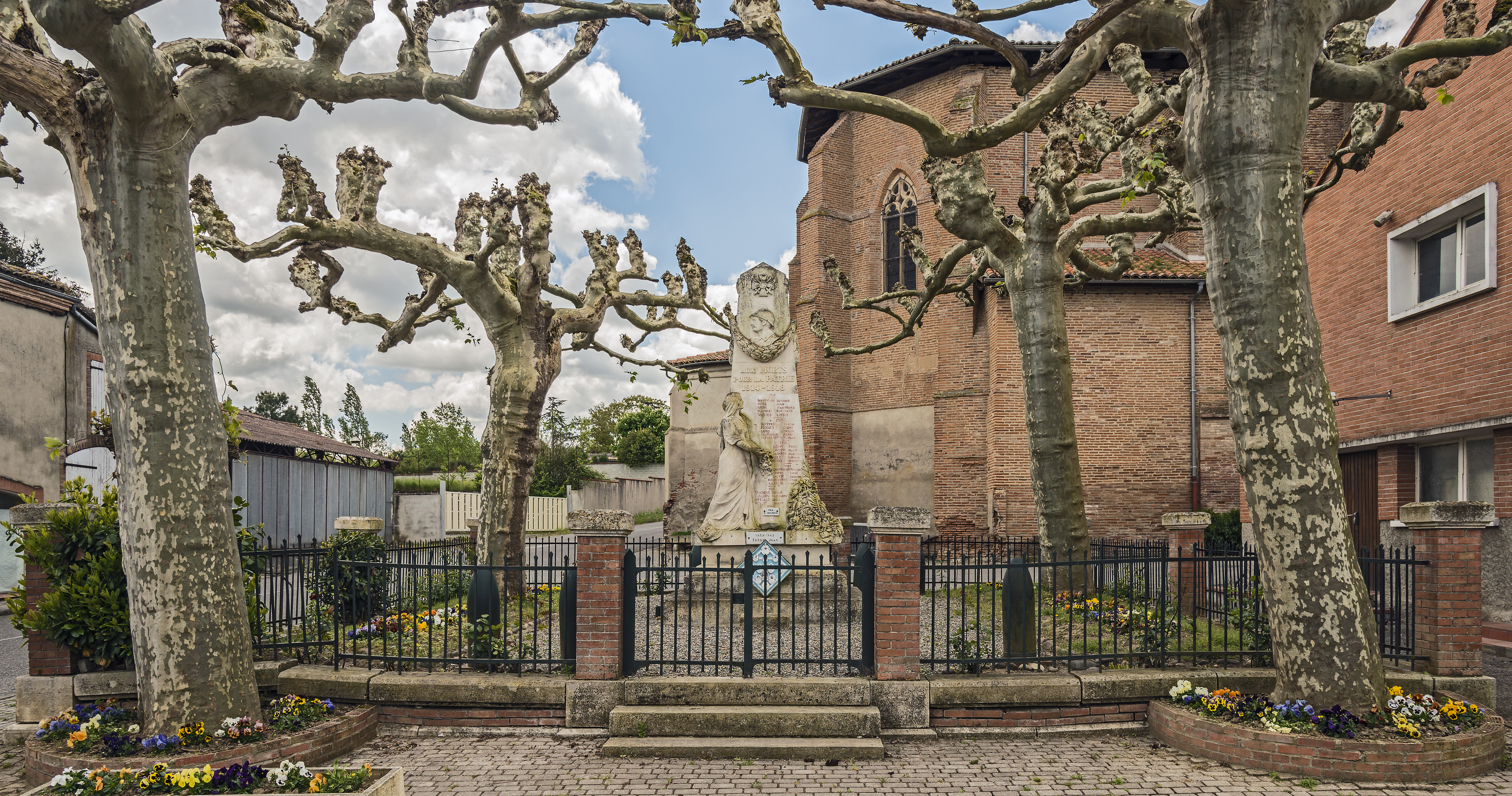
战争纪念碑